# Њукомб (Њу Мексико)
Њукомб (енгл. Newcomb) насељено је место без административног статуса у америчкој савезној држави Њу Мексико.

## Демографија
По попису из 2010. године број становника је 339, што је 48 (-12,4%) становника мање него 2000. године.
| Група             | 2000.      | 2010.     |
| Белци             | 50 (12,9%) | 20 (5,9%) |
| Афроамериканци    | 1 (0,3%)   | 7 (2,1%)  |
| Азијати           | 0 (0,0%)   | 6 (1,8%)  |
| Хиспаноамериканци | 7 (1,8%)   | 14 (4,1%) |
| Укупно            | 387        | 339       |